# Keith Thurman
Keith Thurman est un boxeur américain né le 23 novembre 1988 à Clearwater, Floride.

## Carrière
Passé professionnel en 2007, il remporte le titre de champion du monde des poids welters WBA par intérim le 27 juillet 2013 face à Diego Gabriel Chaves puis le titre de champion à part entière le 7 juillet 2015 contre Robert Guerrero le 7 mars 2015. Floyd Mayweather Jr. étant considéré par cette fédération comme super champion jusqu'à sa retraite en novembre 2015, ce n'est que le 25 juin 2016 que Thurman devient le véritable champion WBA après sa victoire aux points contre son compatriote Shawn Porter. Fort de ce succès, il réunifie les ceintures WBA & WBC en battant aux points Danny García le 4 mars 2017 puis s'impose face à Josesito Lopez le 26 janvier 2019.
Thurman subit sa première défaite le 20 juillet 2019 aux dépens de Manny Pacquiao. Il perd sa ceinture WBA aux points sur décision partagée après avoir été compté par l'arbitre à la fin du premier round.